# Jorge II de Hesse-Darmstadt
Jorge II de Hesse-Darmstadt (en alemán: Georg II von Hessen-Darmstadt;  Darmstadt, marzo de 1605-11 de junio de 1661) fue Landgrave de Hesse-Darmstadt desde 1626 hasta 1661. Era hijo de Luis V de Hesse-Darmstadt y Magdalena de Brandeburgo.

## Biografía
Todavía joven, comenzó su Grand Tour por Europa en compañía del conde Juan Casimiro de Ermach, obteniendo también la tarea de gestionar algunas misiones diplomáticas en nombre de su padre. Durante la Guerra de los Treinta Años, sin embargo, su padre fue hecho prisionero por el elector Federico V del Palatinado y precisamente durante la celebración del matrimonio entre Jorge y su primera esposa, en Dresde, se enteró de la muerte de su padre y su sucesión al trono de Hesse-Darmstadt.
En medio de la Guerra de los Treinta Años, a pesar de que profesaba lealtad a la causa del emperador, Jorge II resultó ser principalmente neutral hasta 1629, cuando decidió inclinarse a favor de Suecia después de los daños sufridos en su país por el ejército imperial que acampó allí . Sin embargo, ya en 1631, con el Tratado de Hoechst, Jorge II se distanció de rey Gustavo II Adolfo y siguió manteniendo una conducta neutral para el resto del conflicto.
De 1645 a 1648 dirigió la llamada Hessenkrieg contra la landgravina Amalia Isabel de Hanau-Münzenberg sobre la heredad de la extinta línea de Hesse-Marburgo. Este conflicto dio lugar a la pérdida de Hesse-Marburgo a Hesse-Kassel. Sin embargo fue recompensado con la cifra de 60.000 ducados.

## Matrimonio y descendencia
Se casó con Sofía Leonor de Sajonia, el 1 de abril de 1627. De su matrimonio tuvo tres hijos y doce hijas:
- Luis VI (1630-1678), landgrave de Hesse-Darmstadt casado en 1 ª nupcias en 1650 con la princesa María Isabel de Holstein-Gottorp (1634-1665) y en 2 ª nupcias en 1666 con la princesa Isabel Dorotea de Sajonia-Gotha (1640-1709);
- Magdalena Sibila (1631-1651);
- Jorge (1632-1676), landgrave de Hesse-Itter, casado en 1 ª nupcias en 1661 con la princesa Dorotea Augusta de Schleswig-Holstein-Sonderburg (1636-1662) y en 2 ª nupcias en 1667 con la condesa Juliana Alejandrina de Leiningen-Dagsburg-Heidenheim (1651-1703);
- Sofía Leonor (1634-1663) casada en 1650 con el landgrave Cristóbal Guillermo de Hesse-Homburg (1625-1681);
- Isabel Amalia (1635-1709), casada en 1653 con el elector Felipe Guillermo de Neoburgo, elector del Palatinado (1615-1690);
- Luisa Cristina (1636-1697), casada en 1665 con el conde Cristóbal Luis I de Stolberg-Stolberg-Ortenberg (1634-1704)
- Ana María (1637);
- Ana Sofía (1638-1683), abadesa de Quedlinburg (1681-1683);
- Juliana Amalia (1639);
- Enriqueta Dorotea (1641-1672), casada en 1667 con  el conde Juan II de Waldeck-Pyrmont (1623-1668);
- Juan (1642-1643);
- Augusta Filipina (1643-1672);
- Inés (1645);
- María Eduviges (1647-1680), casada en 1671 con el duque Bernardo I de Sajonia-Meiningen.